# Tex (strip)
Tex je italijanska western stripovska serija, osredotočena na istoimenski lik, ki sta ga leta 1948 ustvarila Giovanni Luigi Bonelli in Aurelio Galleppini, v Italiji pa ga je izdal Sergio Bonelli Editore.
To je najbolj znana in dolgoletna italijanska serija stripov vseh časov. Lik se je rodil leta 1948 brez velikih pričakovanj o uspehu, a serija izhaja redno že 70 let. Bila je ena najbolje prodajanih v Italiji in je celo prodajala po 700.000 izvodov mesečno, medtem ko je še leta 2010 naklada presegala 200.000 izvodov. Serija je bila prevedena v številne evropske in neevropske jezike. Leta 1985 je nastal tudi film.